# Grote amazone
De grote amazone (Amazona farinosa) is een amazonepapegaai uit de familie Psittacidae (papegaaien van Afrika en de Nieuwe Wereld).

## Verspreiding en leefgebied
Deze soort komt voor van zuidelijk Mexico tot in het noordelijke Bolivia en Brazilië en telt drie ondersoorten:
- A. f. guatemalae (guatemala-amazone): van zuidoostelijk Mexico tot noordwestelijk Honduras.
- A. f. virenticeps: van noordelijk Honduras tot westelijk Panama.
- A. f. farinosa: van oostelijk Panama en Colombia tot noordoostelijk Bolivia, oostelijk Brazilië en de Guyana's.

## Status
De grootte van de populatie is niet gekwantificeerd maar de soort wordt omschreven als plaatselijk algemeen. Op de Rode lijst van de IUCN heeft deze soort de status niet bedreigd.